# فرناندو بيمنتل
فرناندو بيمنتل (بالبرتغالية: Fernando Pimentel‏) هو اقتصادي وسياسي برازيلي، ولد في 31 مارس 1951 في بيلو هوريزونتي في البرازيل. حزبياً، نشط في حزب العمال البرازيلي. وقد انتخب حاكم ميناس جرايس ‏.

## وصلات خارجية
- الموقع الرسمي